# Pilbaragrässmyg
Pilbaragrässmyg (Amytornis whitei) är en fågelart i familjen blåsmygar inom ordningen tättingar.

## Utseende
Pilbaragrässmygen är en liten och långstjärtad fågel med svart mustaschstreck och rödbrun ovansida. Strupen är vit och undersidan ljus. 

## Utbredning och systematik
Pilbaragrässmyg förekommer i steniga bergstrakter i Western Australia. Den delas in i två underarter med följande utbredning:
- Amytornis whitei parvus – Cape Range i allra västligaste Western Australia
- Amytornis whitei whitei – Pilbarabergen i västra Western Australia

Tidigare inkluderades sandgrässmygen (A. oweni) i arten, då med det svenska trivialnamnet rostgrässmyg, men denna urskiljs som egen art av IOC sedan 2024. Längre tillbaka betraktades båda två som del av strimmig grässmyg (Amytornis striatus).

## Levnadssätt
Pilbaragrässmygen hittas i ökenartade miljöer. Där springer den på marken mellan stora tuvor spinifex bland sanddyner.

## Status
IUCN erkänner den inte som art, varför den inte placeras i någon hotkategori.